# The Clock Watcher
The Clock Watcher ist ein US-amerikanischer Zeichentrickkurzfilm von Jack King aus dem Jahr 1945 mit Donald Duck als gestresstem Angestellter in der Verpackungsabteilung eines Kaufhauses.

## Handlung
Donald arbeitet im Kaufhaus der Royal Bros. in der Verpackungsabteilung. Um acht Uhr morgens ist Dienstbeginn, und wieder einmal kommt er zu spät. Donald saust durch die Stadt und kommt an seinem Arbeitsplatz fünf Minuten nach acht an. Damit dies niemandem auffällt, holt er einen Magneten heraus und zieht damit den Minutenzeiger der Uhr bis auf sieben Minuten vor 8 zurück. Dann holt er seine Lochkarte heraus und schiebt sie in die Stechuhr. Fröhlich pfeifend geht er zu seinem Arbeitsplatz, einem lang gezogenen Verpackungstisch. Dort geht ihm von Anfang an der Lautsprecher der Firmenleitung auf den Nerv. Um die Mitarbeiter zu motivieren und die Leistung zu steigern, erklingt zu Beginn eines jeden Arbeitstages ein nervtötendes Gute-Laune-Lied (The Loyal Royal Work Song). Donald verdreht die Augen. Kurz vor seinem ersten Tobsuchtsanfall des Tages hält er sich, gequält von den Tönen, beide Ohren zu.
Wenige Sekunden später saust zu Klängen eines D-Zug-Expresses bereits der erste Schub von verkauften Waren von der Rampe auf seinen Arbeitstisch, um von Donald als Geschenke eingepackt zu werden. Donald wäre nicht Donald, würde er seinen Job ernst nehmen. Gleich seine erste Ware, ein bauchiges Behältnis aus Glas, funktioniert er zu einer Bowlingkugel um und schleudert es mit Schwung über den Tisch. Das Glas rollt über das Geschenkpapier, wickelt sich dabei selbst ein und kommt, nachdem es kleine Parfumflakons wie Kegel weggeschleudert hat, genau vor der Rolle mit dem Verpackungsband zum Stehen. Donald muss nur noch mit der Schere ‘schnipp’ machen, und schon ist die Ware verpackt. Dann nimmt Donald einen Stempel und haut mit Wucht auf das klirrende Glas. Dies ist zwar jetzt in tausend Teilen zersprungen, dafür prangt auf der Verpackung der wertvolle Hinweis ‘fragile’ (zerbrechlich). Als nächster zu verpackender Gegenstand muss eine Posaune dran glauben. Sie will partout nicht in die vermeintlich dafür vorgesehene Schachtel passen. Für Donald kein Problem: Er nimmt sie zu seinem Schraubstock und presst sie kurzerhand zusammen. Danach sieht sie zwar aus wie ein Posthorn und Donald bläst zur Probe noch einmal hinein, wobei der entweichende Ton keinerlei Ähnlichkeit mit dem der Posaune hat, aber immerhin: Das Musikinstrument wurde jetzt geschenkfertig passend gemacht.
Donalds nächstes Objekt ist ganz leicht verpackt. Die Schachtel ist zwar viel zu groß für den Armreif, dennoch wirft ihn Donald dort hinein. Dafür ist die Schachtel für den von einem Kunden erstandenen American Football viel zu klein. Donald kapiert nicht, dass er die beiden Schachteln miteinander vertauscht hat, und so passt er kurzerhand den zu großen Football der Armreifschachtel an, in dem er mit einem Pickel in den eiförmigen Ball sticht. Der verliert all seine Luft und passt nun als schrumpelige Ledermasse locker in die winzige Schachtel.
Währenddessen nervt der Lautsprecher-Motivator mit seinem Singsang, und Donald schaut verzweifelt auf die Uhr hinter sich. Die Zeit will einfach nicht vergehen, und so versucht Donald, die Uhr zu manipulieren. Doch es hilft alles nichts, am Ende gehen die Zeiger stets auf die tatsächliche Uhrzeit zurück. Schließlich beginnt sich Donald zu langweilen und fängt an, in einem Heft zu lesen. ‘Big Brother’ am Ende des Lautsprechers scheint jedoch alles mitzubekommen („We don’t sound very busy down there, do we Mr. Duck?“; Wir hören uns da unten nicht sehr beschäftigt an, nicht wahr Herr Duck?). Donald lässt sich jedoch davon nicht aus der Ruhe bringen. Er schaut kurz auf und täuscht Arbeit vor: Während er gemütlich weiterliest, klopft er mit einer Schachtel auf den Tisch, raschelt mit Einwickelpapier, klopft mit einem Fuß auf den Tisch und holt schließlich eine Schere hervor, mit der er lautstark schnippt.
Dann rollt er erst einmal seine eingewickelte Brotzeit über den gesamten Verpackungstisch aus, um ausgiebig zu frühstücken. Der Duft des heißen Kaffees aus der Thermoskanne gerät jedoch in den Lautsprechertrichter. Am anderen Ende bekommt man dadurch mit, dass Donald offensichtlich Siesta zu halten beginnt. Aus dem Lautsprecher niest jemand kräftigt in Richtung Donalds Kaffeetasse und überschüttet ihn mit seinem eigenen Kaffee. Donald bekommt seinen zweiten Tobsuchtsanfall des Tages, wird aber bald durch den Lautsprecher zur Ordnung gerufen. Donald heuchelt Betroffenheit und Einsicht, macht aber Grimassen, während er Besserung gelobt. Weitere Verpackungsgegenstände folgen, als der Lautsprecher verkündet, dass in allen Abteilungen des Kaufhauses die Produktion erhöht wurde – in allen, bis auf einer: der Verpackungsabteilung. Donald ist wütend und ruft „That’s not true!“ (Das ist nicht wahr!). Dann spielt er mit der Lautsprecheröffnung und wickelt sich anschließend bei der Verpackung eines Schaukelstuhls gleich selber mit ein.
Schließlich rauscht Donalds ultimative Herausforderung von der Rampe auf seinen Tisch. Eine geheimnisvolle, große Schachtel. Als sich etwas in ihr bewegt und Donald zwei Augen herauslugen sieht, zieht er kurzerhand den Stift heraus, der den Deckel verschließt. Es saust ein Springteufel im Harlekinskostüm heraus. Noch hat Donald seine Freude daran. Er schiebt den Jack in the Box in die Ausgangsposition zurück und versucht den Deckel wieder zu verschließen. Doch der zischt, mit Donald, der sich fest an ihn klammert, sofort wieder aus der Kiste. Aus dem Hintergrund mahnt der allwissende Lautsprecher: „Mr. Duck, we mustn’t play with the toys!“ (Herr Duck, wir dürfen nicht mit dem Spielzeug spielen!). Donald bekommt seinen dritten Tobsuchtsanfall. Er haut die Kiste zu, verpackt sie und setzt sich auf sie drauf, um sich endlich seinem Frühstück zu widmen. Doch den Springteufel-Harlekin drängt es nach draußen, und Donald schießt über den gesamten Tisch, durch alle abgepackten Waren.
Donald gibt nicht auf, er presst die Kiste mit seinem bewährten Schraubstock zusammen. Als aus dem Lautsprecher mal wieder Motivierendes erschallt, reicht es Donald. Er stopft dem Messingtrichter die Öffnung mit einem Baseball. Doch der Lautsprecher verstummt kaum, und die Töne lösen den Baseball, der mit Wucht gegen den Schraubstock fliegt und dabei dessen Halterung löst. In Windeseile saust die Kiste wieder auseinander und der Jack in the Box ist wieder draußen, nicht ohne Donalds Frühstückssandwich über das Gesicht der gestressten Ente zu klappen. Jetzt reicht es Donald. Mit Holzpflöcken rammt er die Kiste auf dem Fußboden fest. Doch die Springvorrichtung hat so viel Kraft, dass der Harlekin durch den Boden stößt und im Untergeschoss aus der Decke schaut. Donald traut seinen Augen nicht. Er hängt sich erst aus dem Fenster, um ungläubig das Malheur zu begutachten, dann rast er ein Stockwerk tiefer. Er zieht den Harlekin derart weit heraus, dass dieser mit Donald zurückschnellt und beide in die Kiste schießen. Die Kiste rumpelt und dreht sich mehrfach, und als beide wieder aus der Kiste springen, trägt das Springteufelchen Donalds Klamotten während der Erpel nun als Harlekin gekleidet ist.
Endlich ist es 17 Uhr. Donald ist froh, dass dieser Horrorarbeitstag ein Ende hat, doch der Lautsprecher beraubt ihn aller Hoffnung. Er habe doch sicherlich nichts dagegen, ein wenig Überstunden zu machen. Und schon rauscht ein neuer Waren-Express auf Donalds Verpackungstisch. Jetzt reicht es ihm. Donald rast in seinem Harlekinkostüm nach oben, um sich mit dem Sprecher hinter dem Lautsprecher zu prügeln. Als Schlusseinstellung hört man durch den Lautsprecher in der Verpackungsabteilung wie Donald den Antreiber verhaut, dabei zerfällt auch der Lautsprecher in seine einzelnen Bestandteile.

## Produktion
The Clock Watcher wurde 1944 in Technicolor realisiert und von RKO Pictures verliehen. Der 7:34 Minuten lange Film erlebte am 26. Januar 1945 seine Premiere.
Clarence Nash spricht wie immer Donald Duck.
Die Animation besorgten Don Towsley, Bill Justice, Judge Whitaker und Josh Meador. Für das Layout zeichnete Ernest Nordli verantwortlich, für den Hintergrund Howard Dunn.